# Shangrao
Shangrao (em chinês simplificado: 上饶; chinês tradicional: 上饒) é uma cidade com nível de prefeitura, localizada no nordeste da província de Jiangxi, na República Popular da China. A cidade faz fronteira com a província de Anhui ao norte, a província de Zhejiang a leste e a província de Fujian ao sul. Além disso, os limites ocidentais da cidade se estendem até o Lago Poyang . Shangrao tinha uma população de 6.491.088 em 2020, dos quais 1.293.399 viviam na área metropolitana composta pelos distritos de Xinzhou e Guangxin, sendo que o distrito de Guangfeng ainda não é conurbado.

## História
Shangrao é uma região densamente povoada desde os tempos antigos. Já no Neolítico existia atividade de produção humana, com antigos escritos em selo a registar o controlo da água durante as eras Yao e Shun.
Durante a dinastia Chin (221 a.C. - 207 a.C.), houve a unificação de seis estados e estabeleceu 36 comandantes, a atual cidade de Shangrao pertencia principalmente à cidade de Jiujiang (九江郡).
No décimo quinto ano de Jian'an (210 d.C.) da dinastia Han, foi estabelecida a Comandância de Poyang (鄱阳郡), criando o sistema administrativo de comandância dentro do território.
No nono ano do reinado do imperador Kaihuang na dinastia Sui (589), a Comandância de Poyang foi renomeada como Governadoria de Rao (饶州 Raozhou “rico”), mas no terceiro ano de Daye na dinastia Sui (607), a Comandância de Poyang foi restaurada.
No segundo ano de Hongwu, na dinastia Ming (1369), o Governatorato de Rao foi restaurado a partir da Comandância de Poyang.
No primeiro ano da República da China (1912), o Governo de Rao foi abolido e os condados sob a sua jurisdição passaram a pertencer diretamente à província de Jiangxi.
Em 1949, a Região Especial de Shangrao (上饶专区) foi estabelecida com o Condado de Shangrao (上饶县) como sua sede. Em 1970, a região especial foi abolida e substituída pela Prefeitura de Shangrao (上饶地区).
Em outubro de 2000, a Prefeitura de Shangrao foi transformada em Prefeitura de Shangrao, e o seu núcleo urbano original, anteriormente conhecido como Poyang/Raozhou/Rao, é agora o Distrito de Xinzhou (信州区).

## Subdivisões

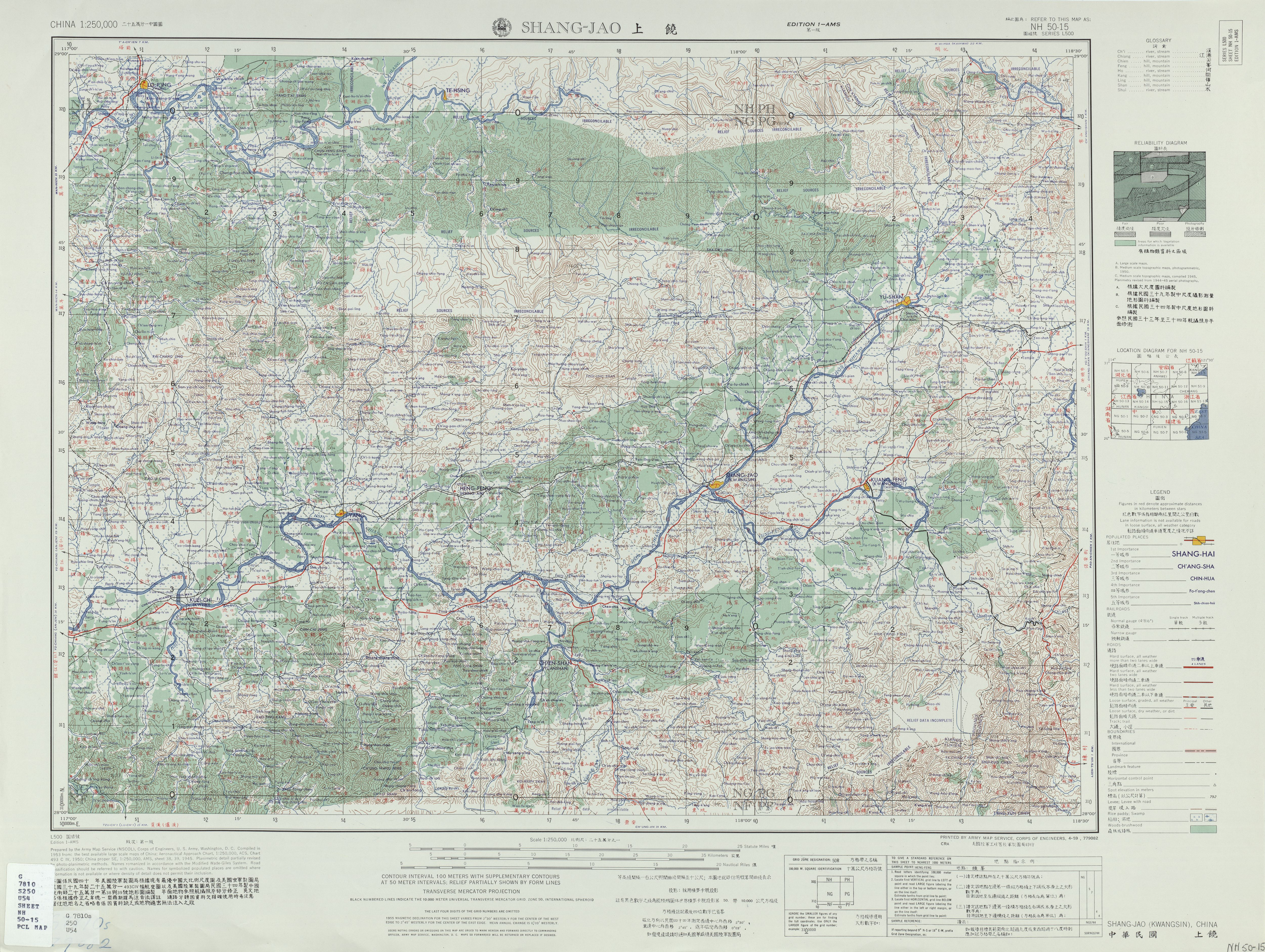
Mapa incluindo Shangrao (rotulado como SHANG-JAO (KWANGSIN)上饒) (AMS, 1952)

Shangrao administra três distritos, uma cidade de nível de condado e oito condados.  As informações aqui apresentadas usam dados do censo nacional de 2010.
| Mapa |
| --- |
| Poyang · Lago Xinzhou Guangfeng Guangxin Yushan · Condado Yanshan · Condado Hengfeng · Condado Yiyang · Condado Yugan · Condado Poyang · Condado Wannian · Condado Wuyuan · Condado Dexing · (cidade) |

## Clima
| Dados climatológicos para Shangrao (1991–2020)                                                | Dados climatológicos para Shangrao (1991–2020) | Dados climatológicos para Shangrao (1991–2020) | Dados climatológicos para Shangrao (1991–2020) | Dados climatológicos para Shangrao (1991–2020) | Dados climatológicos para Shangrao (1991–2020) | Dados climatológicos para Shangrao (1991–2020) | Dados climatológicos para Shangrao (1991–2020) | Dados climatológicos para Shangrao (1991–2020) | Dados climatológicos para Shangrao (1991–2020) | Dados climatológicos para Shangrao (1991–2020) | Dados climatológicos para Shangrao (1991–2020) | Dados climatológicos para Shangrao (1991–2020) | Dados climatológicos para Shangrao (1991–2020) |
| Mês                                                                                           | Jan                                            | Fev                                            | Mar                                            | Abr                                            | Mai                                            | Jun                                            | Jul                                            | Ago                                            | Set                                            | Out                                            | Nov                                            | Dez                                            | Ano                                            |
| --------------------------------------------------------------------------------------------- | ---------------------------------------------- | ---------------------------------------------- | ---------------------------------------------- | ---------------------------------------------- | ---------------------------------------------- | ---------------------------------------------- | ---------------------------------------------- | ---------------------------------------------- | ---------------------------------------------- | ---------------------------------------------- | ---------------------------------------------- | ---------------------------------------------- | ---------------------------------------------- |
| Temperatura máxima recorde (°C)                                                               | 26,1                                           | 29,2                                           | 34,2                                           | 36,7                                           | 39,0                                           | 41,6                                           | 39,0                                           | 37,4                                           | 32,4                                           | 25,4                                           | 32,4                                           | 25,4                                           |                                                |
| Temperatura máxima média (°C)                                                                 | 10,6                                           | 13,4                                           | 17,3                                           | 23,5                                           | 27,8                                           | 30,0                                           | 34,4                                           | 34,2                                           | 30,7                                           | 25,7                                           | 19,6                                           | 13,4                                           | 23,4                                           |
| Temperatura média (°C)                                                                        | 6,3                                            | 8,6                                            | 12,3                                           | 17,9                                           | 22,6                                           | 25,3                                           | 29,0                                           | 28,6                                           | 25,3                                           | 20,1                                           | 14,2                                           | 8,4                                            | 18,2                                           |
| Temperatura mínima média (°C)                                                                 | 3,3                                            | 5,3                                            | 8,7                                            | 14,0                                           | 19,7                                           | 21,9                                           | 24,8                                           | 24,6                                           | 21,3                                           | 15,9                                           | 10,3                                           | 4,8                                            | 14,5                                           |
| Temperatura mínima recorde (°C)                                                               | −5,4                                           | −4,4                                           | −2,5                                           | 5,3                                            | 10,6                                           | 15,2                                           | 20,6                                           | 20,0                                           | 14,4                                           | 3,8                                            | 0,1                                            | −5,4                                           | −10,1                                          |
| Precipitação (mm)                                                                             | 95,5                                           | 115,5                                          | 222,1                                          | 245,5                                          | 240,4                                          | 393,6                                          | 161,3                                          | 113,3                                          | 82,8                                           | 51,1                                           | 101,6                                          | 78,3                                           | 1 166,1                                        |
| Dias com precipitação (≥ 0,1 mm)                                                              | 14,3                                           | 14,0                                           | 18,6                                           | 17,3                                           | 16,7                                           | 18,2                                           | 11,7                                           | 12,3                                           | 9,2                                            | 7,9                                            | 10,1                                           | 10,8                                           | 161,1                                          |
| Umidade relativa (%)                                                                          | 79                                             | 78                                             | 79                                             | 78                                             | 78                                             | 83                                             | 76                                             | 76                                             | 73                                             | 77                                             | 77                                             | 76                                             | 77,3                                           |
| Insolação (h)                                                                                 | 86,8                                           | 87,7                                           | 99,1                                           | 121,2                                          | 143,1                                          | 130,4                                          | 229,5                                          | 215,5                                          | 181,1                                          | 167,4                                          | 132,3                                          | 120,9                                          | 1,715                                          |
| Fonte: China Meteorological Administration (recordes absolutos de temperatura: 1951-presente) |                                                |                                                |                                                |                                                |                                                |                                                |                                                |                                                |                                                |                                                |                                                |                                                |                                                |

## Transporte
A Estação Ferroviária de Shangrao é servida por três grandes ferrovias que passam por Shangrao: a Ferrovia Xangai-Kunming, a Ferrovia de Alta Velocidade Xangai-Kunming e a Ferrovia de Alta Velocidade Hefei-Fuzhou .
O Aeroporto Shangrao Sanqingshan foi inaugurado em 28 de maio de 2017. 

## Educação
- Universidade Normal de Shangrao (上饶师范学院) está localizado em Shangrao.  Originalmente, era chamada de Shangrao Normal Junior College quando foi fundada em 1958, e mudou seu nome para Universidade Gan Dongbei (parte nordeste de Jiangxi) em 1959. Foi fechado durante o período da Revolução Cultural Chinesa . Autorizado pelo Conselho de Estado, o Shangrao Normal Junior College foi restaurado em 1977. Então, com autorização do Ministério da Educação e do Governo Popular da Província de Jiangxi, mudou seu nome para Shangrao Normal College em março de 2000. Nos últimos 20 anos, mais de 26.000 estudantes se formaram na Universidade Normal de Shangrao para trabalhar em várias carreiras na China.[4]